# Orden vom Heiligen Geist

Ordenskreuz

Der Orden vom Heiligen Geist (französisch Ordre du Saint-Esprit) war der bedeutendste Ritterorden Frankreichs und einer der angesehensten Europas. Das blaue Ordensband (französisch cordon bleu, IPA [kɔʀdɔ̃ ˈblø]) des Ordens ist Ausgangspunkt für die Bezeichnung „Cordon bleu“ in der Gastronomie.

## Geschichte und Aufbau

Collane des Ordens

Der Orden wurde im Dezember 1578 von Heinrich III. gegründet zum Dank an den Heiligen Geist für die Wohltaten, die ihm an Pfingsten zuteilgeworden sind, da er am Pfingstmontag (11. Mai) 1573 König von Polen und am Pfingstsonntag (30. Mai) 1574 König von Frankreich wurde. 
Der Orden blühte bis zur französischen Revolution, während der er vom Nationalkonvent aufgehoben wurde. Er wurde 1814 von Ludwig XVIII. wiedererrichtet und ging mit der Julirevolution von 1830 endgültig unter.
Zuzüglich zum Großmeister, der immer der König selbst war, war der Orden auf 100 Mitglieder begrenzt, 13 davon trugen den Titel Commandeur, darunter:
- der Kanzler und Siegelbewahrer (französisch Chancelier et Garde des Sceaux),
- der Zeremonienmeister (französisch Prévôt et Maître des Cérémonies),
- der Schatzmeister (französisch Grand Trésorier) und
- der Sekretär (französisch Greffier).

Zur Unterscheidung von den anderen Commandeuren wurden sie auch französisch Officiers Commandeurs genannt. Sie wurden von den Offizieren (französisch Officiers; Intendant, Genealoge, Vollzugsbeamter, Historiograph usw.) unterstützt. Die anderen neun Commandeure waren Geistliche, ursprünglich vier Kardinäle und fünf Erzbischöfe, Bischöfe oder Prälaten, später dann neun Bischöfe oder Prälaten ohne besondere Unterscheidung. Der Großalmosenier von Frankreich (französisch Grand Aumônier de France) und der Erzbischof von Reims waren ex officio Commandeure.

Ordenszeichen am Cordon Bleu, Prachtstück für die Wappen geistlicher Commandeure

Der Dauphin und die Kinder des Königs waren Ritter durch ihre Geburt, jedoch erst ab dem 12. Lebensjahr, in Frankreich lebende Prinzen von Geblüt ab dem 16. und im Ausland lebende ab dem 25. Lebensjahr. Alle anderen Mitglieder mussten mindestens 35 Jahre alt sein. Außerdem mussten die Aufzunehmenden katholisch und in vier Generationen adlig sein. Die letzte Bedingung galt nicht für den Großalmosenier, den Schatzmeister und den Sekretär. Ab 1783 zählten die Prinzen von Geblüt sowie bis zu sechs Ausländer nicht mehr zu den auf 100 begrenzten Mitgliedern.
Das Ordenszeichen war ein goldenes, weiß emailliertes Kreuz mit acht Knöpfen und Lilien in den vier Winkeln. Auf dem Avers des grün emaillierten Mittelschildes war eine silberne Taube als Symbol für den Heiligen Geist, auf dem Revers der Erzengel Michael abgebildet.
Die Ordensdevise war duce et auspice („unter Führung und Leitung“, auch in der Mehrzahl ducibus et auspicibus). Der Orden wurde am breiten himmelblauen Schulterband (le cordon bleu) über die rechte Schulter getragen, außerdem ein silberner Bruststern, ähnlich dem Avers des Kreuzes; ab 1824 ebenfalls mit grünen Mittelschild. Die Geistlichen trugen ihn um den Hals. 
Alle Ritter vom Heiligen Geist, ausgenommen die geistlichen, waren auch Mitglieder des Ordre de Saint-Michel und wurden Chevalier des Ordres du Roi (deutsch Ritter der Orden des Königs) genannt.

## Galerie

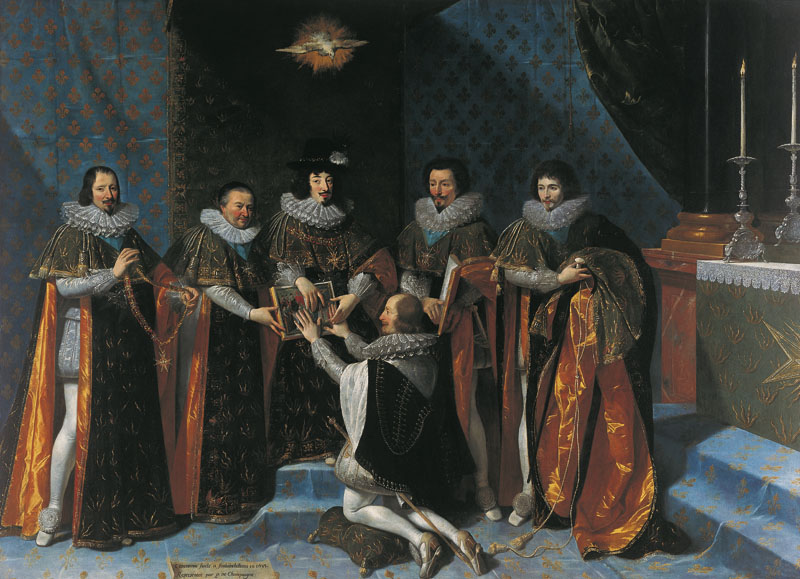
Philippe de Champaigne: Aufnahme Henris II. d’Orléans, Herzog von Longueville in den Orden des Heiligen Geistes durch Louis XIII., 15. Mai 1633
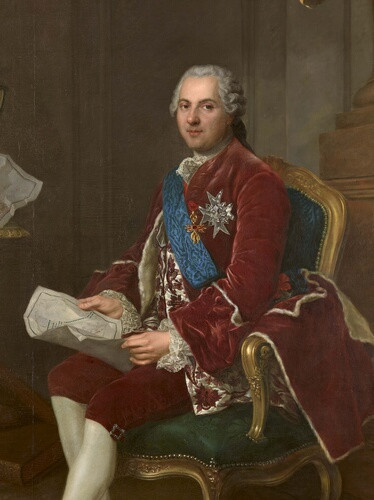
Dauphin Louis Ferdinand mit Cordon bleu und Bruststern des Ordens vom heiligen Geist
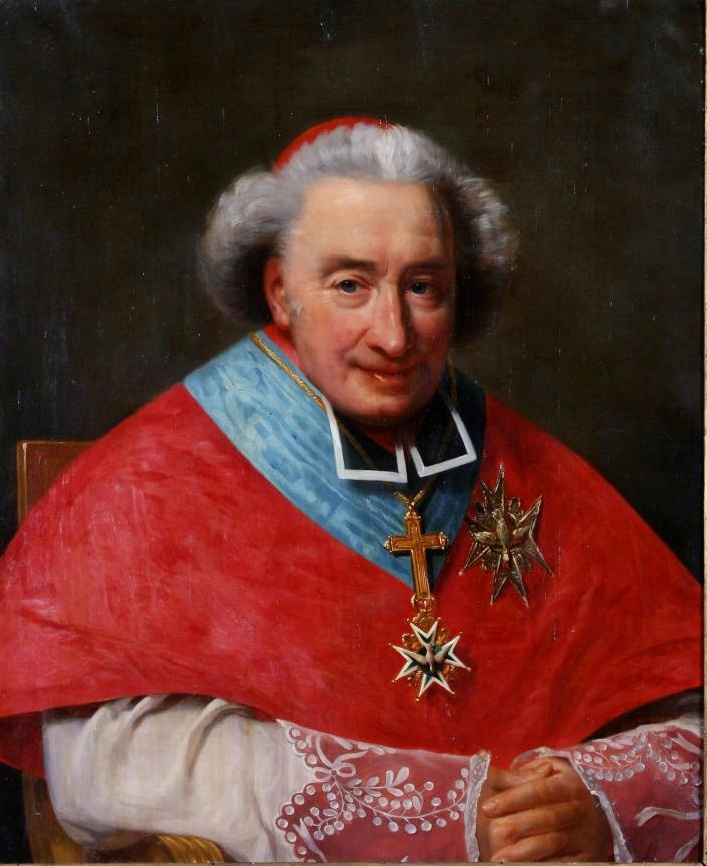
Kardinal Anne-Antoine-Jules de Clermont-Tonnerre als Commandeur
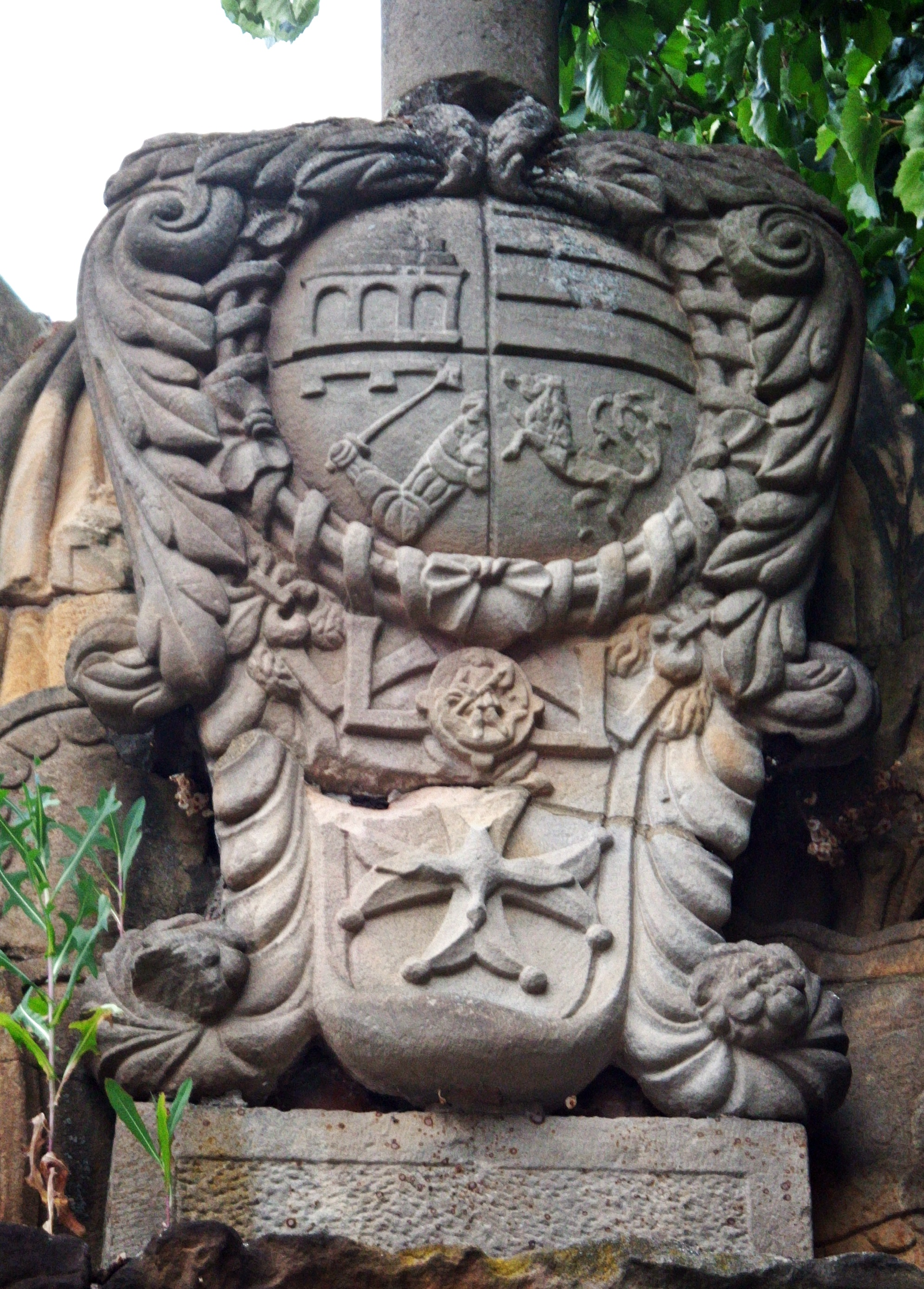
Wappen mit Ordenskreuz vom Grabmal des Generalleutnants Joseph de Montclar (1625–1690)
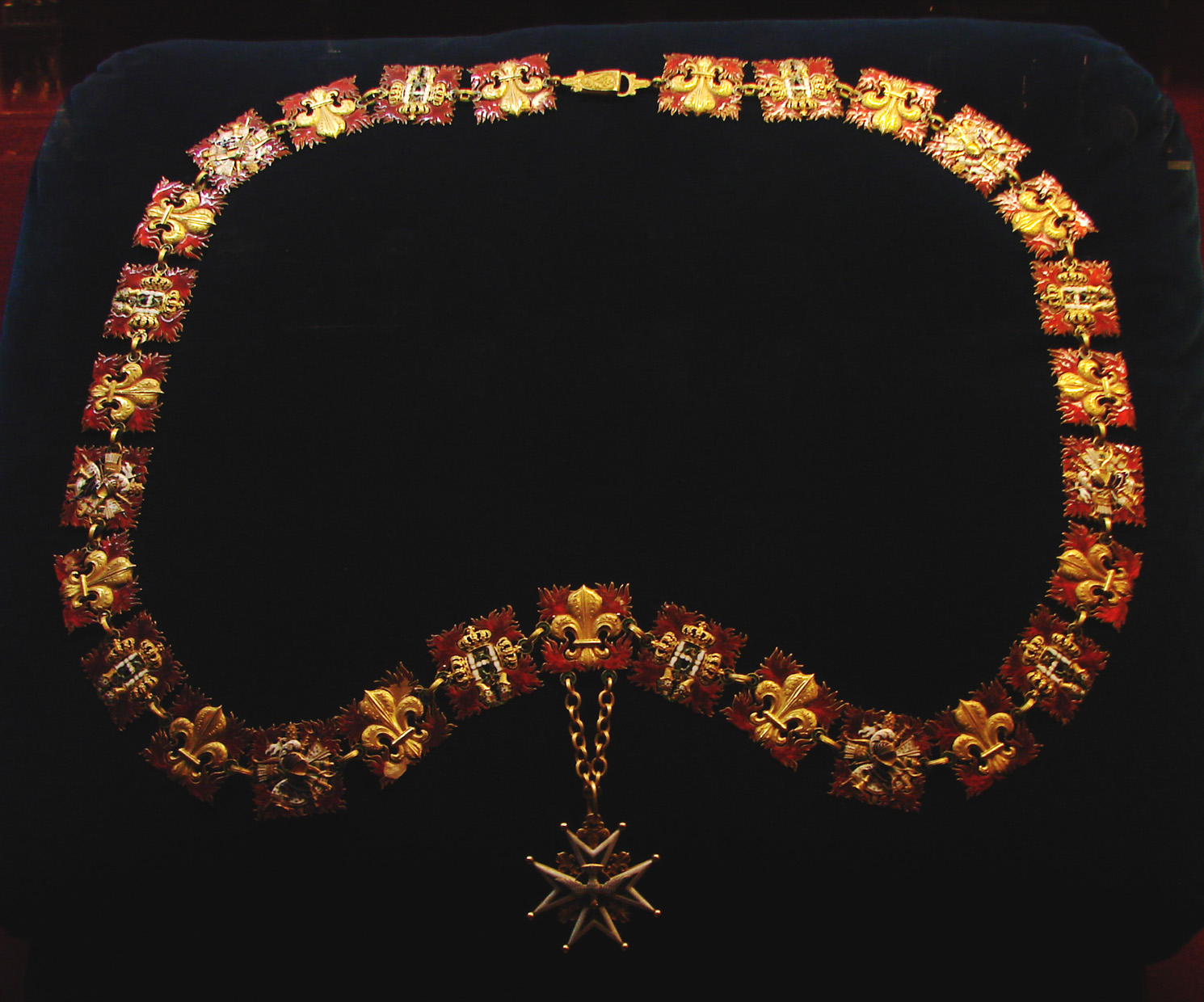
Ordenskette (französisch Collier de l’Ordre)
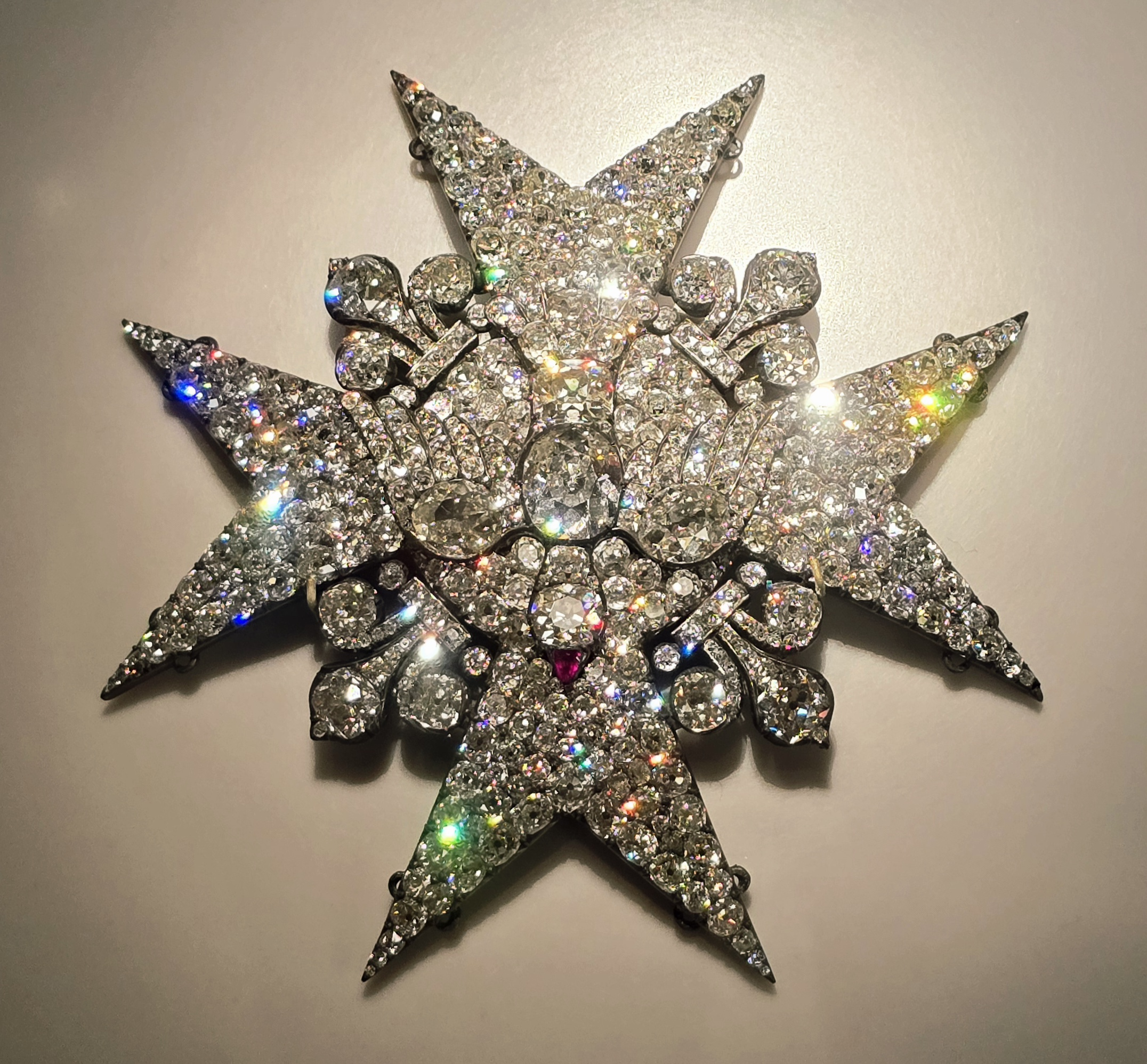
Ordensstern, im Pariser Louvre

## Cordon bleuin der Gastronomie
Le Cordon bleu, das blaue Band, wurde mit der Zeit nicht nur als Bezeichnung für das Ordensband und seine Träger gebraucht, sondern auch als Synonym für hervorragende Leistungen in den unterschiedlichsten Disziplinen verwendet, im Besonderen für exzellente kulinarische Leistungen, was wahrscheinlich auf die sagenhaft ausschweifenden Gelage der Ordensritter zurückzuführen ist. Möglicherweise hat aber auch Ludwig XV. maßgeblich zu diesem Umstand beigetragen, als er die Köchin seiner Mätresse Marie-Jeanne Bécu, wider aller Regeln, in den Orden aufnahm. Bis heute wird deshalb eine erfolgreiche Köchin, die bei einem bekannten Chef de Cuisine gelernt hat, gerne als Cordon Bleu bezeichnet.
Eine weitere These behauptet, dass die Bezeichnung Cordon bleu für gute Köchinnen nach der Medaille am blauen Band, die von der französischen Regierung geprüfte Köchinnen für ein glänzend bestandenes Examen erhielten, herrührt, wobei allerdings auch in diesem Fall anzunehmen ist, dass das blaue Band dieser Auszeichnung einen deutlichen Bezug auf das Ordensband darstellt.
Im 20. Jahrhundert entstand unter Gourmets das Sprichwort „C’est un vrai cordon bleu“ (wörtlich: „Das ist ein echtes cordon bleu“), mit dem sie hervorragende Köchinnen bezeichneten, was namensgebend für Gerichte wie das Schnitzel Cordon bleu wurde.
Im Sinne dieses elitären Selbstverständnisses ist auch der Name der französischen Kochschule Le Cordon Bleu zu verstehen, die 1895 in Paris gegründet wurde. Noch heute versteht sich die Kochschule als weltweit führend im Bereich der gastronomischen Ausbildung.